# Q valore
In fisica nucleare e in chimica nucleare, il Q valore per una reazione nucleare è l'ammontare di energia rilasciata o assorbita dalla reazione.
Considerata la semplice reazione
{\displaystyle a+b\rightarrow c+d}
la legge di conservazione dell'energia può essere espressa come
{\displaystyle m_{a}c^{2}+K_{a}+m_{b}c^{2}+K_{b}=m_{c}c^{2}+K_{c}+m_{d}c^{2}+K_{d}}
dove {\displaystyle K} è l'energia cinetica ed {\displaystyle m} è la massa a riposo. Riscrivendo tale relazione nella forma
{\displaystyle \left(m_{a}+m_{b}-m_{c}-m_{d}\right)c^{2}=K_{c}+K_{d}-K_{a}-K_{b}}
è possibile definire il {\displaystyle Q} valore come:
{\displaystyle Q=-(K_{iniziale}-K_{finale})=(m_{iniziale}-m_{finale})c^{2}}
Una reazione con un {\displaystyle Q} valore positivo {\displaystyle (Q>0)} è detta esotermica poiché rilascia energia, in quanto l'energia cinetica finale è maggiore di quella iniziale.
Una reazione con un {\displaystyle Q} valore negativo {\displaystyle (Q<0)} è detta endotermica poiché assorbe energia, in quanto l'energia cinetica finale è minore di quella iniziale.
Il {\displaystyle Q} valore è utilizzato anche in fisica delle particelle, per esempio nella Sargent's rule, che afferma che la frequenza delle interazioni deboli è proporzionale a {\displaystyle Q^{5}}. Il {\displaystyle Q} valore corrisponde all'energia cinetica rilasciata nel decadimento della particella a riposo. Per esempio, nel decadimento beta del neutrone:
{\displaystyle Q=(m_{\text{n}}-m_{\text{p}}-m_{\mathrm {\overline {\nu }} }-m_{\text{e}})c^{2}}
dove {\displaystyle m_{n}} è la massa del neutrone, {\displaystyle m_{p}} è la massa del protone, {\displaystyle m_{\bar {\nu }}} è la massa dell'antineutrino elettronico ed {\displaystyle m_{e}} è la massa dell'elettrone.